# Philipe Sampaio
Philipe Sampaio Azevedo (sinh ngày 11 tháng 11 năm 1994) là một cầu thủ bóng đá người Brasil player hiện tại thi đấu cho Akhmat Grozny ở Nga ở vị trí trung vệ.

## Sự nghiệp
Sinh ra ở São Paulo, Sampaio là cầu thủ trẻ tiềm năng của Santos FC, năm 2014 được cho mượn đến Paulista tại Campeonato Paulista.
Vào ngày 24 tháng 7 năm 2014, Sampaio đến Bồ Đào Nha thử việc ở Boavista, thành công và được ký hợp đồng với thời hạn 3 mùa giải.  Anh ra mắt chuyên nghiệp trước S.L. Benfica ngày 24 tháng 8 năm 2014.
Vào ngày 2 tháng 7 năm 2017, Sampaio ký một bản hợp đồng 4 năm cùng với Akhmat Grozny.

### Câu lạc bộ
Tính đến 13 tháng 5 năm 2018
| Câu lạc bộ          | Mùa giải            | Giải vô địch                               | Giải vô địch | Giải vô địch | Cúp     | Cúp       | Châu lục | Châu lục  | Khác    | Khác      | Tổng cộng | Tổng cộng |
| Câu lạc bộ          | Mùa giải            | Hạng đấu                                   | Số trận      | Bàn thắng    | Số trận | Bàn thắng | Số trận  | Bàn thắng | Số trận | Bàn thắng | Số trận   | Bàn thắng |
| ------------------- | ------------------- | ------------------------------------------ | ------------ | ------------ | ------- | --------- | -------- | --------- | ------- | --------- | --------- | --------- |
| Paulista            | 2014                | Campeonato Paulista                        | 2            | 0            | 0       | 0         | –        | –         | –       | –         | 2         | 0         |
| Boavista            | 2014–15             | Giải bóng đá hạng nhất quốc gia Bồ Đào Nha | 23           | 1            | 0       | 0         | –        | –         | 3       | 0         | 26        | 1         |
| Boavista            | 2015–16             | Giải bóng đá hạng nhất quốc gia Bồ Đào Nha | 12           | 0            | 1       | 0         | –        | –         | 1       | 0         | 14        | 0         |
| Boavista            | 2016–17             | Giải bóng đá hạng nhất quốc gia Bồ Đào Nha | 25           | 1            | 1       | 0         | –        | –         | 1       | 0         | 27        | 1         |
| Boavista            | Tổng cộng           | Tổng cộng                                  | 60           | 2            | 2       | 0         | 0        | 0         | 5       | 0         | 67        | 2         |
| Akhmat Grozny       | 2017–18             | Giải bóng đá ngoại hạng Nga                | 15           | 1            | 0       | 0         | –        | –         | –       | –         | 15        | 1         |
| Tổng cộng sự nghiệp | Tổng cộng sự nghiệp | Tổng cộng sự nghiệp                        | 77           | 3            | 2       | 0         | 0        | 0         | 5       | 0         | 84        | 3         |